# Association générale interprofessionnelle de prévoyance et d'investissement
 (janvier 2024).
AGIPI (association générale interprofessionnelle de prévoyance et d'investissement), fondée en 1976, est une association d’assurés souscriptrice de contrats d’assurance pour la retraite, l’épargne, la prévoyance et la santé. En 2020, elle compte près de 620 000 adhérents et plus de 830 000 adhésions, pour 20 milliards d'euros d'épargne confiée en gestion.
En tant que partenaire d’AXA, AGIPI propose principalement des solutions de prévoyance individuelle, de retraite complémentaire aux travailleurs non salariés ou aux salariés, des solutions d’épargne et des solutions de santé individuelle.

## Présentation
En 1976, AGIPI est fondée par des médecins professionnels, libéraux et indépendants en partenariat avec Drouot qui deviendra par la suite AXA. Parmi les cofondateurs : l'architecte Jean Dick (président de 1976 à 1989), le docteur François-Xavier Walter (président de 1989 à 2002) et Claude Fath (président de 2002 à 2013).
AGIPI est régie par les articles 21 et suivants du Code civil local en vigueur en Alsace-Moselle. Elle est inscrite au registre des associations de Schiltigheim, volume XXI, no 1049.
Le siège social et administratif de l’association est à Schiltigheim. La direction est à Paris.

### Historique
Le 10 février 1976, les statuts sont déposés au Journal Officiel.
En 2012, l'association comptait plus de 500 000 adhésions dont plus de 80 000 entrepreneurs.
En 2013, François Pierson a été élu président d’AGIPI par le conseil d’administration. 
Le 7 février 2015, la création du fonds de dotation AGIPI est publiée au Journal Officiel. Le fonds de dotation a pour mission de sélectionner et de financer des projets « contribuant à replacer l'humain au cœur de l'expertise médicale, du soin et de la prise en charge des personnes fragilisées à la suite d'une maladie ou d'un accident, et permettre ainsi la collaboration entre la médecine conventionnelle et les médecines complémentaires. »
En 2017 :
- L’association lance AGIPI Lab, le laboratoire des indépendants et des entrepreneurs[7], pour observer et analyser les transformations de l’entrepreneuriat et du travail indépendant.

En 2018 :
- AGIPI s’associe à l’école de commerce et de management Kedge pour lancer la chaire de recherche Agipi-Kedge sur "le travail indépendant et les nouvelles formes d’entrepreneuriat"[8].
- L’association lance d’une nouvelle offre de prévoyance, CAP Entrepreneur, dédiée aux entrepreneurs qui se lancent[9].

En 2019 :
- AGIPI lance en octobre 2019 le FAR PER, un nouveau plan d’épargne-retraite ouvert aux salariés et indépendants, à la suite de l’entrée en vigueur de la loi Pacte[10].

En 2020, l'association s'est mobilisée pour venir en aide et soutenir ses adhérents durant la crise du Covid-19.
En dehors du contexte du COVID-19, AGIPI lance plusieurs initiatives et obtient différents labels sur ses contrats :
- En juin 2021, AGIPI annonce ajouter à son contrat de prévoyance « CAP » une « garantie violences conjugales »[12]. Il s'agit du premier contrat de prévoyance en France proposant une telle garantie[13].

### Missions
L’objet statutaire de l’association publié au JO le 10 février 1976 dispose qu’AGIPI va « réaliser toute action et toute réforme apte à procurer ou à améliorer la garantie contre les divers risques sociaux et éclairer ses membres sur toutes les possibilités qui leur sont ouvertes dans le domaine de la prévoyance collective ».

### Engagements en faveur de l’ISR
L’association AGIPI est engagée en faveur de l’investissement socialement responsable (ISR). Elle fait partie des membres fondateurs de Finance for Tomorrow, communauté d’acteurs privés, publics et institutionnels engagés dans la transition vers une économie durable.
AGIPI a également été le premier acteur à proposer une SICAV labellisée ISR en avril 2017 et à créer un mandat de gestion pilotée ESG, permettant aux adhérents d’investir dans plus de 17 unités de compte (UC)* labellisées ISR.
Le 7 janvier 2021, AGIPI annonce que le fonds « Agipi Monde Durable » devient l'une des premières unités de compte (UC) carbone compensé du marché français. Accessible dans chaque contrat, elle est compensée par le financement du projet de reforestation « Kasigau Corridor REDD+ » au Sud du Kenya, piloté par BNP Paribas Asset Management.

## Fonctionnement
L’association développe ses propres produits et négocie avec AXA pour adapter ses contrats aux attentes de ses adhérents ainsi qu’aux évolutions de la législation et de la réglementation en matière de garanties et de services.
L’association développe ses propres produits gérés par un centre de gestion dédié à ses contrats, la société ADIS, qui emploie environ 600 personnes en Alsace.

## Le laboratoire des indépendants et des entrepreneurs et le baromètre AGIPI
En avril 2017, AGIPI a créé un laboratoire dédié aux travailleurs indépendants et aux entrepreneurs, qui représentent plus de la moitié de ses adhérents, afin d’observer et d’analyser les transformations de l’entrepreneuriat et du travail indépendant, et d’étudier les problèmes auxquels ils sont confrontés en matière d’épargne, de retraite, de prévoyance et de santé et d’inscrire ces problématiques dans le débat public. Par exemple, le 3e baromètre réalisé montre que les entrepreneurs appréhendent bien les risques financiers mais que « seuls 28 % des dirigeants ont pris le temps de mesurer les risques autres que financiers » (santé, surcharge de travail...)

## Rencontres AGIPI
AGIPI organise chaque année des soirées régionales appelées les Rencontres AGIPI dans différentes villes de France. L’association fait appel lors de ces soirées à des intervenants issus du monde politique, à des entrepreneurs engagés ou encore à des chercheurs pour débattre sur des sujets liés à la protection sociale, l’épargne et l’entrepreneuriat.

## Le Prix AGIPI
En 2018, AGIPI a lancé un prix à destination des entrepreneurs et indépendants : « Génération entrepreneurs, Prix AGIPI pour un monde durable ». Lancé dans plusieurs grandes villes, le Prix AGIPI récompense une start-up locale engagée sur le plan social ou environnemental et dont le modèle économique est viable. L’association reçoit et étudie les dossiers et présélectionne d’abord 8 start-ups pour chaque ville. Un jury désigne ensuite 4 finalistes qui sont invités à présenter leur concept à l’occasion des Rencontres AGIPI. Le lauréat du Prix AGIPI est choisi par le public de la Rencontre,

## Récompenses
L’association a reçu des récompenses de la presse et les organismes spécialisés :
- Oscars décernés par le mensuel Gestion de Fortune[24],[25],[26]
- Trophées du Revenu, décernés par l’hebdomadaire Le Revenu[27]